# Gustav Scharfe
Karl Gustav Scharfe (* 1835 in Grimma; † 25. Juni 1892 in Dresden) war ein deutscher Opernsänger und Gesangspädagoge.

## Leben
Scharfe war ursprünglich Hilfslehrer (1854) am Freiherrlich von Fletchersches Lehrerseminar und 1856 am Taubstummen-Institut Leipzig. Wegen seiner hervorragenden musikalischen und gesanglichen Anlagen übernahm er jedoch an der Dresdner Hofoper ein mehrjähriges erfolgreiches Engagement als Opernsänger.
Später ging er nach England und ließ sich dort für die höheren Anforderungen an den Gesangsunterricht  ausbilden. Wieder nach Dresden zurückgekehrt widmete er sich sehr erfolgreich dem Gesangsunterricht, zuletzt am Dresdner Konservatorium (neben u. a. Felix Draeseke, Emil Karl Goetze, Aglaja Orgeni). Vom sächsischen König wurde ihm wegen seiner Verdienste als Lehrer der Titel Professor der Musik verliehen.

## Schüler
- Hans Buff-Giessen
- Walther Falkenstein (1862–1940), Opernsänger (Tenor) und Theaterschauspieler
- Richard Gutzschbach (um 1847–1921), Opernsänger (Bariton)
- Erika Wedekind (1868–1944), Opernsängerin (Sopran)